# Palpita
Palpita es un género de Lepidoptera de la familia Crambidae. Los miembros del género Stemorrhages pueden ser muy similares en apariencia.

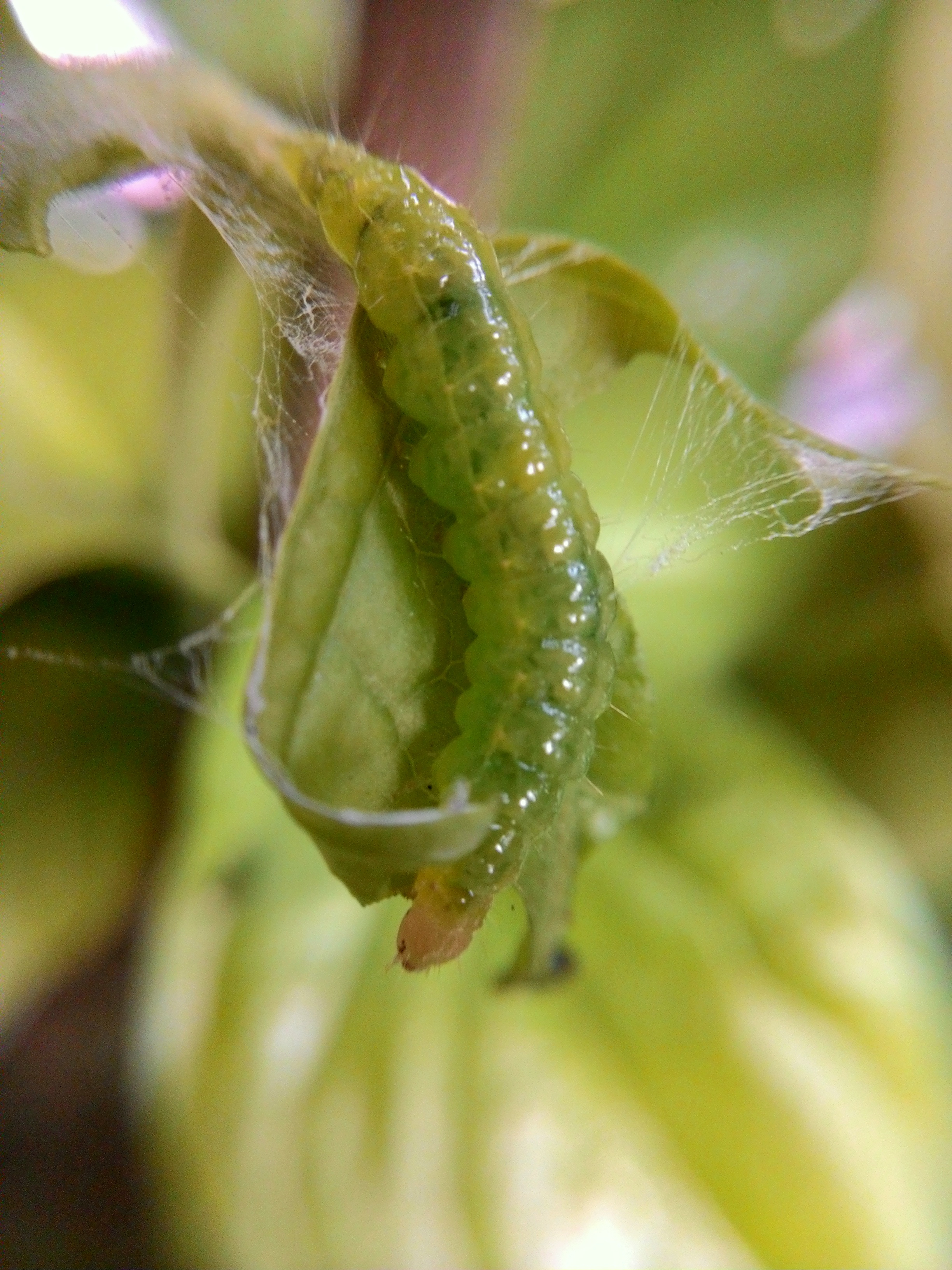
Oruga de Palpita unionalis

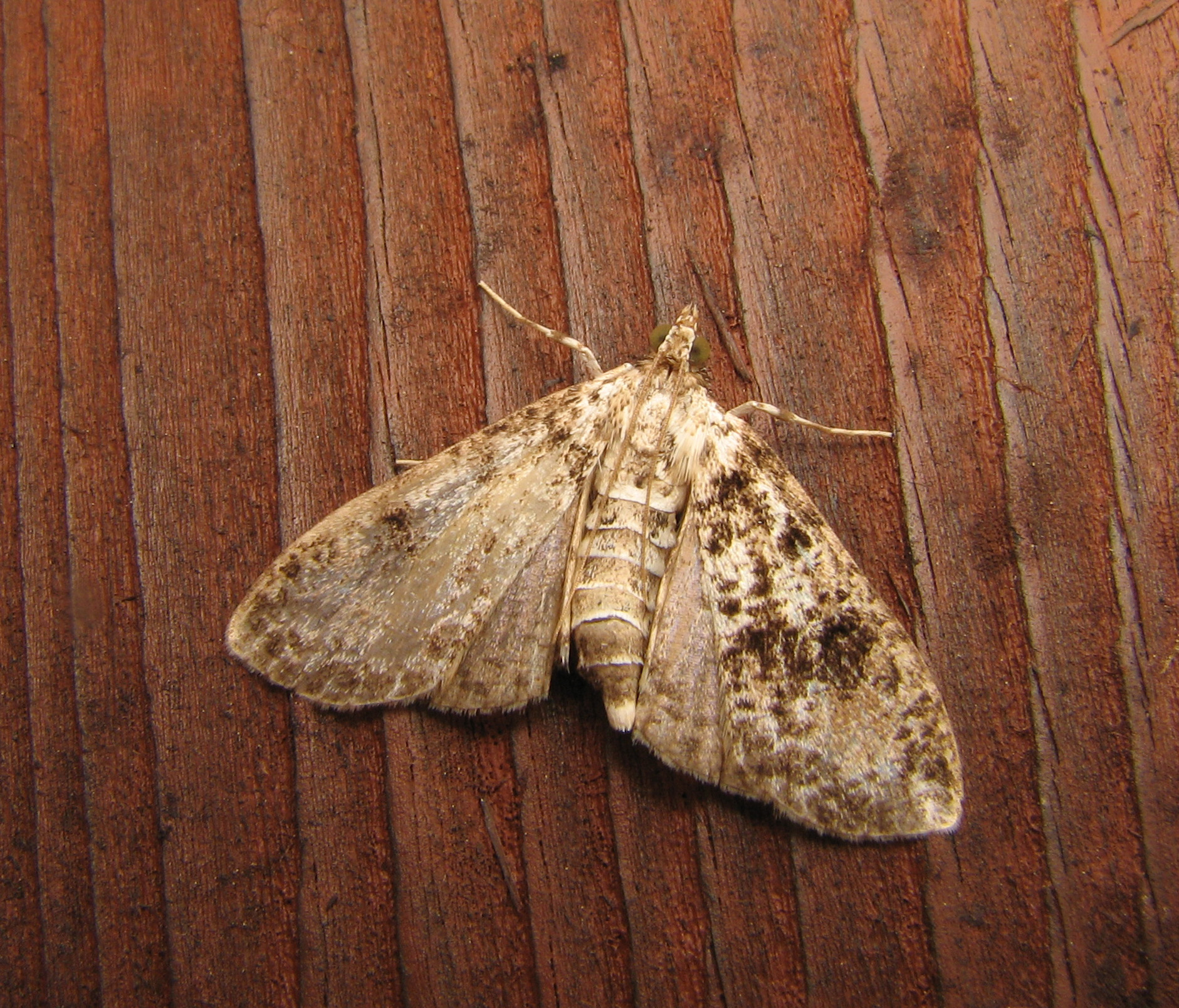
Palpita magniferalis

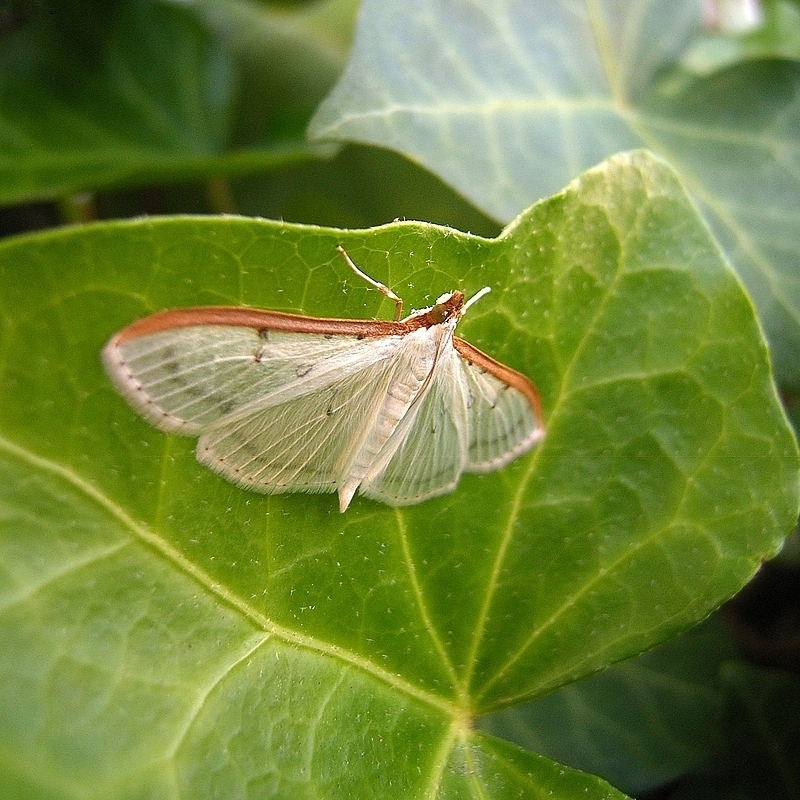
Palpita nigropunctalis

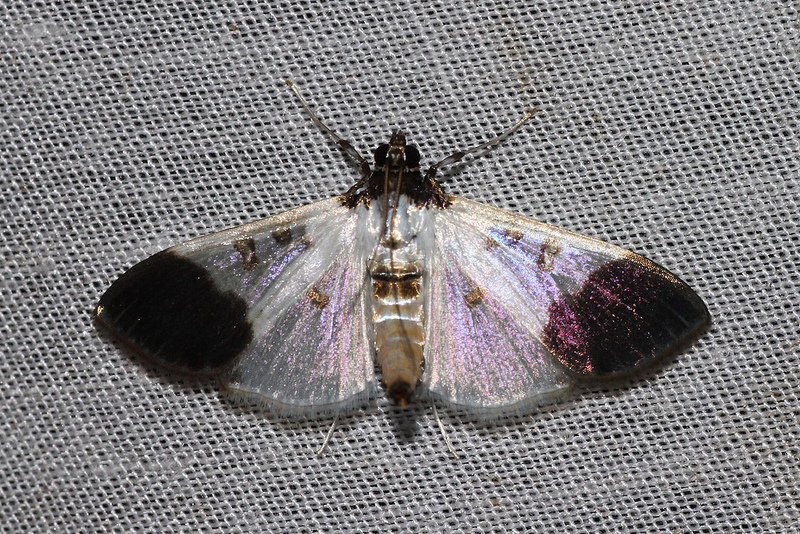
Palpita nigricollis

Tienen una envergadura de 16 a 27 mm. En Norteamérica vuelan de abril a octubre.

## Especies
Este género contiene las siguientes especies:
- Palpita aenescentalis Munroe, 1952
- Palpita aethrophanes Meyrick, 1934
- Palpita angusta Inoue, 1997
- Palpita annulata (Fabricius, 1794)
- Palpita annulifer Inoue, 1996
- Palpita argoleuca (Meyrick, 1938)
- Palpita arsaltealis (Walker, 1859)
- Palpita asiaticalis Inoue, 1994
- Palpita aureolina Inoue, 1997
- Palpita australica Inoue, 1996
- Palpita austrannulata Inoue, 1996
- Palpita austrounionalis Inoue, 1997
- Palpita bambusalis (Moore, 1888)
- Palpita bicornuta Inoue, 1996
- Palpita bonjongalis Plötz, 1880
- Palpita braziliensis Munroe, 1959
- Palpita brevimarginata (Janse, 1924)
- Palpita candicantis Inoue, 1997
- Palpita candidalis (Dognin, 1904)
- Palpita candidata Inoue, 1996
- Palpita carbonifusalis (Hampson, 1918)
- Palpita cincinnatalis Munroe, 1952
- Palpita cirralis (Swinhoe, 1897)
- Palpita citrina (Druce, 1902)
- Palpita claralis (Walker, 1866)
- Palpita conclusalis (Walker, 1866)
- Palpita conistolalis (Hampson, 1918)
- Palpita contrangusta Inoue, 1997
- Palpita crococosta Inoue, 1997
- Palpita curiosa Inoue, 1996
- Palpita curvilinea (Janse, 1924)
- Palpita curvispina  Zhang & Li, 2005
- Palpita diehli Inoue, 1996
- Palpita disjunctalis Inoue, 1999
- Palpita dispersalis Inoue, 1996
- Palpita elealis (Walker, 1859)
- Palpita ensiforma Inoue, 1996
- Palpita eribotalis (Walker, 1859)
- Palpita estebanalis (Schaus, 1920)
- Palpita eupilosalis Inoue, 1997
- Palpita flegia (Cramer, 1777)
- Palpita florensis Inoue, 1996
- Palpita forficifera Munroe, 1959
- Palpita fraterna (Moore, 1888)
- Palpita freemanalis Munroe, 1952
- Palpita gracialis (Hulst, 1886)
- Palpita grandifalcata Inoue, 1997
- Palpita griseofascialis Inoue, 1997
- Palpita guttulosa (Walker, 1863)
- Palpita hexcornutialis  Kirti & Rose, 1992
- Palpita hollowayi Inoue, 1997
- Palpita homalia Inoue, 1996
- Palpita horakae Inoue, 1997
- Palpita hyaloptila (Turner, 1915)
- Palpita hypohomalia Inoue, 1996
- Palpita illibalis (Hübner, 1818)
- Palpita illustrata Inoue, 1997
- Palpita inconspicua Inoue, 1996
- Palpita indannulata Inoue, 1996
- Palpita indistans (Moore, 1888)
- Palpita inexpectalis Inoue, 1996
- Palpita inusitata (Butler, 1879)
- Palpita iospora (Meyrick, 1936)
- Palpita irroratalis (Hampson, 1912)
- Palpita isoscelalis (Guenée, 1854)
- Palpita jacobsalis (Marion & Viette, 1956)
- Palpita jairusalis (Walker, 1859)
- Palpita jansei Munroe, 1977
- Palpita javanica Inoue, 1997
- Palpita junctalis Inoue, 1997
- Palpita kimballi Munroe, 1959
- Palpita kiminensis  Kirti & Rose, 1992
- Palpita laciniata Inoue, 1997
- Palpita lanceolata Inoue, 1996
- Palpita lautopennis Inoue, 1997
- Palpita limbata (Butler, 1886)
- Palpita lobisignalis (Hampson, 1918)
- Palpita longissima Inoue, 1996
- Palpita luzonica Inoue, 1996
- Palpita magniferalis (Walker, 1861)
- Palpita majorina Inoue, 1997
- Palpita margaritacea Inoue, 1997
- Palpita marginalis Inoue, 1997
- Palpita marginata (Hampson, 1893)
- Palpita maritima Sullivan & Solis, 2013
- Palpita masuii Inoue, 1996
- Palpita melanapicalis Inoue, 1996
- Palpita metallata (Fabricius, 1781)
- Palpita micronesica Inoue, 1997
- Palpita microptera Inoue, 1996
- Palpita minuscula Inoue, 1996
- Palpita monomaculalis Inoue, 1997
- Palpita munroei Inoue, 1996
- Palpita nigricollis (Snellen, 1895)
- Palpita nigropunctalis (Bremer, 1864)
- Palpita nonfraterna Inoue, 1996
- Palpita notabilis Inoue, 1997
- Palpita oblita (Moore, 1888)
- Palpita obsolescens Inoue, 1997
- Palpita ocelliferalis (Hampson, 1912)
- Palpita ochrocosta Inoue, 1996
- Palpita pajnii  Kirti & Rose, 1992
- Palpita pallescens Inoue, 1996
- Palpita palpifulvata  Kirti & Rose, 1992
- Palpita pandurata Inoue, 1996
- Palpita parvifraterna Inoue, 1999
- Palpita paulianalis (Marion & Viette, 1956)
- Palpita perlucidalis Inoue, 1999
- Palpita persicalis (Amsel, 1951)
- Palpita persimilis Munroe, 1959
- Palpita perunionalis Inoue, 1994
- Palpita phaealis (Hampson, 1913)
- Palpita picticostalis (Hampson, 1896)
- Palpita pilosalis Inoue, 1997
- Palpita postundulata Inoue, 1997
- Palpita pratti (Janse, 1924)
- Palpita pudicalis (Kenrick, 1907)
- Palpita pulverulenta (Hampson, 1918)
- Palpita punctalis (Warren, 1896)
- Palpita quadristigmalis (Guenée, 1854)
- Palpita quasiannulata Inoue, 1996
- Palpita rhodocosta Inoue, 1997
- Palpita roboralis Inoue, 1996
- Palpita robusta (Moore, 1888)
- Palpita rotundalis Inoue, 1997
- Palpita rubritactalis (Hampson, 1918)
- Palpita schroederi (Strand, 1912)
- Palpita sejunctalis Inoue, 1997
- Palpita semifraterna Inoue, 1996
- Palpita semimicroptera Inoue, 1996
- Palpita shafferi Inoue, 1996
- Palpita simplicissima Inoue, 1997
- Palpita spilogramma (Meyrick, 1934)
- Palpita spinosa  Clayton, 2008
- Palpita stenocraspis Butler, 1898
- Palpita subillustrata Inoue, 1997
- Palpita submarginalis (Walker, 1866)
- Palpita syleptalis (Hampson, 1899)
- Palpita tenuijuxta Inoue, 1996
- Palpita travassosi Munroe, 1959
- Palpita trifurcata Munroe, 1959
- Palpita triopis (Hampson, 1912)
- Palpita tritonalis (Snellen, 1895)
- Palpita tsisabiensis  Maes, 2004
- Palpita uedai Inoue, 1997
- Palpita varii Munroe, 1977
- Palpita venatalis (Schaus, 1920)
- Palpita viettei Munroe, 1959
- Palpita viriditinctalis (Hampson, 1918)
- Palpita vitiensis  Clayton, 2008
- Palpita vitrealis (Rossi, 1794)
- Palpita warrenalis (Swinhoe, 1894)
- Palpita xanthyalinalis (Hampson, 1899)